# Canthydrus morulus
Canthydrus morulus là một loài bọ cánh cứng trong họ Noteridae. Loài này được Omer-Cooper miêu tả khoa học đầu tiên năm 1931.